# Лесные Поляны (городской округ Подольск)
Лесные Поляны — посёлок в Подольском районе Московской области России. Входит в состав сельского поселения Лаговское (до середины 2000-х — Лаговский сельский округ).

## Население
| 2002 | 2006 | 2010 |
| ---- | ---- | ---- |
| 394  | ↘280 | ↘214 |

Согласно Всероссийской переписи, в 2002 году в посёлке проживало 394 человека (175 мужчин и 219 женщин); преобладающая национальность — русские (96 %). По данным на 2005 год в посёлке проживало 280 человек.

## Расположение
Посёлок Лесные Поляны расположен примерно в 16 км к юго-востоку от центра города Подольска. Ближайшие населённые пункты — деревни Александровка, Лопаткино, Валищево и Меньшово. Рядом с посёлком протекает река Рожайка.

## История
Посёлок был образован в 1964 году. Ранее назывался Посёлок дома отдыха «Лесные поляны». Нынешнее название получил в 2005 году.
Ранее здесь находилось сельцо Воробьёво, принадлежавшее семье князя С. П. Долгорукова. До наших дней частично сохранился усадебно-парковый ансамбль «Воробьёво», известный с XVIII века.

## Достопримечательности
В посёлке Лесные Поляны расположена церковь Сошествия Святого Духа, построенная в 1845—1848 годах в русском стиле. В советское время церковь закрывалась. В настоящее время храм реставрируется, в нём проводятся богослужения.